# Plăieșii de Jos
Plăieșii de Jos (węg. Kászonaltíz) – wieś w Rumunii, w okręgu Harghita, w gminie Plăieșii de Jos. W 2011 roku liczyła 475 mieszkańców.